# Prilidiano Pueyrredón
Prilidiano Pueyrredón (24. leden 1823, Buenos Aires, Argentina - 3. listopad 1870, San Isidro) byl argentinský malíř, inženýr strojař a architekt. Známý především jako vynikající malíř se žánrovým jemnocitem a zálibou v tématech všedního života. Je považován za představitele tzv. kostumbrismu.
Byl jediným synem politika a generála Juana Martína Pueyrredóna, nejvyššího guvernéra Sjednocených provincií La Platy, a šlechtičny Marie Calixto Tellechea Y Caviedes.